# Tisias
Tisias de Siracusa, en griego antiguo: Τεισίας o Τισίας, (siglo V-467 a. C.), fue uno de los fundadores de la retórica.

## Nota histórica
Tisias fue alumno del sofista Córax y de Pródico. Según la leyenda, Córax pidió que se le pagara por esta enseñanza con la única condición de que Tisias ganara su primer proceso. Por el contrario, si Tisias perdía el caso, Córax no pediría honorarios, ya que esto demostraría la ineficacia de su método. Se supone que Tisias desarrolló la retórica judicial y, en particular, el ámbito argumentativo. También es el maestro del retórico Isócrates. La existencia histórica de Tisias, al igual que la de Corax, no está atestiguada; algunos estudiosos incluso piensan que son la misma persona. Sin embargo, los filósofos griegos Platón, Aristóteles y el romano Cicerón se refieren a ellos como dos personas distintas, fundadoras de una escuela de la que surgió Gorgias.